# Lättföretagare
Lättföretagare avser personer som jobbar som företagare men som saknar ett eget registrerat företagsnamn. En som jobbar som lättföretagare skaffar själv sina kunder och utför tjänster eller levererar produkter. Faktureringen sker emellertid via någon faktureringstjänst.
De vanligaste faktureringstjänsterna för lättföretagare i Finland är Ukko, Free och Eezy.